# Município de Vance (condado de Union, Carolina do Norte)
Localização da Carolina do Norte nos E.U.A.
O município de Vance (em inglês: Vance Township) é um localização localizado no  condado de Union no estado estadounidense da Carolina do Norte. No ano 2010 tinha uma população de 52.497 habitantes.

## Geografia
O município de Vance encontra-se localizado nas coordenadas 35° 05′ 05,53″ N, 80° 39′ 18,25″ O.